# نلسن گودمن
نلسن گودمن (به انگلیسی: Nelson Goodman) (۱۹۹۸–۱۹۰۶) فیلسوف آمریکایی و استاد دانشگاه هاروارد بود. شهرت گودمن به واسطهٔ آثارش در مورد شرطی‌های خلاف واقع، مسألهٔ استقراء، پارشناسی، پادواقع‌گرایی، و زیبایی‌شناسی است.

## سابی، ومعمای جدیدِ استقراء
گودمن در کتاب امر واقع، افسانه، و پیش‌بینی «معمای جدید استقراء» را معرفی کرد. در قرن هجدهم دیوید هیوم استدلال کرده بود که مبنای استدلال استقرائی (یعنی نتیجه‌گرفتنِ احکامی دربارهٔ آینده بر پایهٔ مشاهداتی در مورد گذشته) چیزی نیست جز عادتِ ذهنِ بشری و انتظام‌هایی که بشر با آنها انس پیدا می‌کند. گودمن، با پذیرش استدلال هیوم، این نظر را مطرح کرد که هیوم نکته‌ای را در مورد انتظام‌ها نادیده گرفته‌است. بعضی انتظام‌ها انس و عادتی در ذهن بشر ایجاد می‌کنند و بعضی نه: مثلاً مشاهدهٔ اینکه یک سیم مسی هادی جریان الکتریسیته است، این را باورپذیرتر می‌کند که بقیهٔ سیم‌های مسی هم هادی الکتریسیته هستند، اما مشاهدهٔ اینکه یکی از مردان در این اتاق دو برادر دارد، این را باورپذیرتر نمی‌کند که بقیهٔ مردان این اتاق هم دو برادر دارند. بعضی انتظام‌ها می‌توانند نمونه‌ای از یک قانون باشند، و بعضی نه. گودمن این سؤال را مطرح کرد که فرق این دو گروه از انتظام‌ها را چگونه می‌توان توضیح داد.
برای نشان دادن عمق مسئله و نشان دادن اینکه بعضی راه‌حل‌های پیشنهادی ناکارآمد هستند، گودمن محمولی جدید معرفی می‌کند که آن را سابی می‌نامد [به انگلیسی: grue، برساخته از «green» (سبز) و «blue» (آبی)]. یک زمان خاص t را در نظر می‌گیریم. در مورد هر شیئی، می‌گوییم که سابی است دقیقاً در صورتی که: یا قبل از t مشاهده شده باشد و سبز باشد، یا قبل از t مشاهده نشده باشد و آبی باشد. فرض کنیم که همهٔ زمردهایی که تاکنون مشاهده کرده‌ایم سبز باشند، و همهٔ علف‌های تازه‌ای هم که تاکنون مشاهده کرده‌ایم سبز باشند. نتیجه‌گیری استقرائی ما این خواهد بود که بقیهٔ زمردهایی که مشاهده خواهیم کرد، و نیز بقیهٔ علف‌های تازه‌ای که مشاهده خواهیم کرد، سبز خواهند بود. حالا زمان خاصی در آینده را در نظر می‌گیریم (مثلاً اول ژانویهٔ ۲۱۰۰ میلادی)، و این تعریف را با آن زمان به‌کار می‌بندیم. مطابق تعریف، همهٔ زمردهایی که تاکنون (سال ۲۰۱۶) دیده‌ایم سابی بوده‌اند (چون پیش از ۲۱۰۰ مشاهده شده‌اند و سبز بوده‌اند) و همهٔ علف‌های تازه سابی بوده‌اند. اما ذهن ما این استدلال استقرائی را نمی‌پذیرد که بقیهٔ زمردها و بقیهٔ علف‌های تازه‌ای که مشاهده خواهیم کرد سابی خواهند بود. گودمن می‌پرسد که فرق محمول «سبز» با محمول «سابی» چیست که یکی با استدلال استقرائی هماهنگ است و دیگری نیست.